# カリフォルニア・ミッション

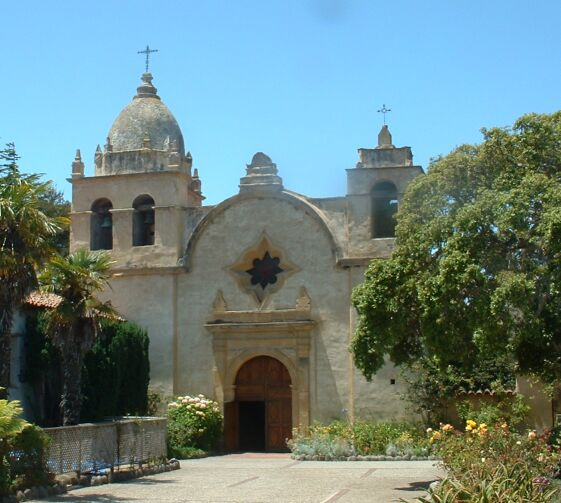
ミッション・カーメル

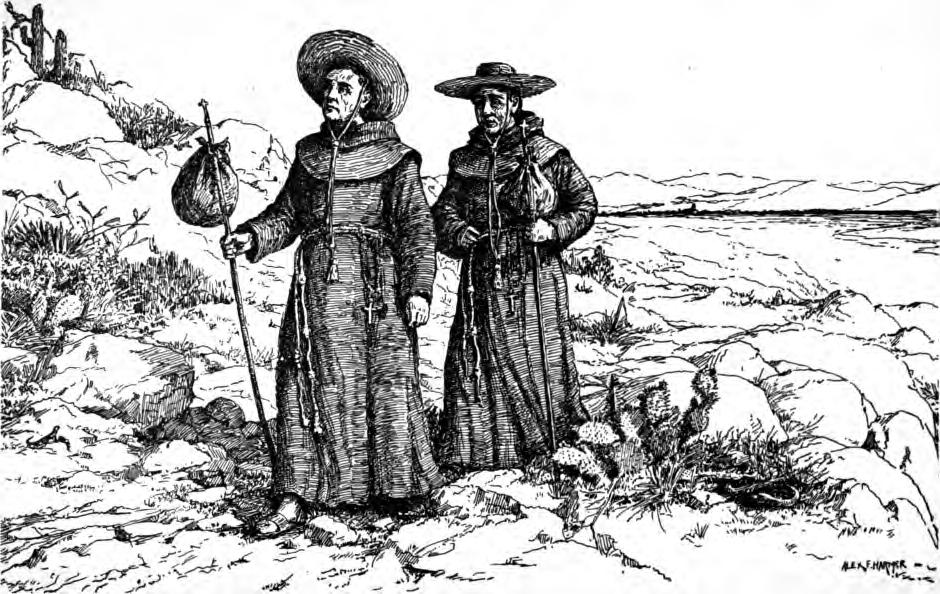
フランシスコ会の修道士

カリフォルニア・ミッション(英語:  Spanish missions in California、スペイン語:  Pueblo de misión)はスペインのカトリック教会（フランシスコ会士）によるヌエバ・エスパーニャ北西部（現在のアメリカ合衆国カリフォルニア州）への宣教活動とそのために建てられた伝道所などの施設の総称である。

## 概要
1769年から1823年までに21ヶ所の伝道所と多くの補助的な建築物、軍の前哨基地などが各地に造られ、先住民族に対する宣教を行った。宣教師達の中でもフニペロ・セラの実績が数的に際立っているが、宣教の方法に問題があった為に批判を受けている。
伝道所はスペインによる太平洋岸エリアへの侵略を推し進める重要な拠点としても機能し、ヨーロッパからは多くの家畜、穀物、果物、野菜、文化、そして産業がもたらされた。その反面、戦闘や伝染病などによって先住民族は激減した。
10ヶ所の伝道所が建てられた時点で建築がストップしかけたが、各伝道所の距離が離れていることを修道士フェルミン・ルスエンが主張した為に、更なる建築が進められた 。
現在、これらの伝道所はカリフォルニア州で最も古く人気の高い歴史的建築物群になっている。
大部分の伝道所は今も機能し、周囲のカトリック信者達に利用されている。

## 歴史
1492年のクリストファー・コロンブスによる新大陸の発見以降、スペインはヌエバ・エスパーニャにおけるカトリック布教に熱心であった。植民地支配を容易くすることが目的だったが、カリフォルニアでの布教は地理的に後回しになった。
1741年に探検家ヴィトゥス・ベーリングがアラスカに到着、ロシア帝国の北アメリカ大陸への野心が判明し、スペイン王フェリペ5世はカリフォルニア支配の必然性を悟った。カリフォルニアは遠く離れた植民地であり、しっかりとした拠点を置いて統治することが不可欠であった。先住民族を改宗させると共にスペイン語を習得させ、スペインに納税させることまでを目的に定めた。この頃、先住民族の人口は約30万人で、100部族以上に分かれていたとされる
。
1767年1月29日、フェリペ5世の後を継いだカルロス3世は、バハ・カリフォルニアに15ヶ所の伝道所を建てたイエズス会修道士達を追放。
1768年3月12日、ホセ・デ・ガルベス将軍がフランシスコ会と接触、フニペロ・セラの指揮によってアルタ・カリフォルニアでの布教を進めることが決まった 。また、バハ・カリフォルニアの伝道所はドミニコ会に任された。

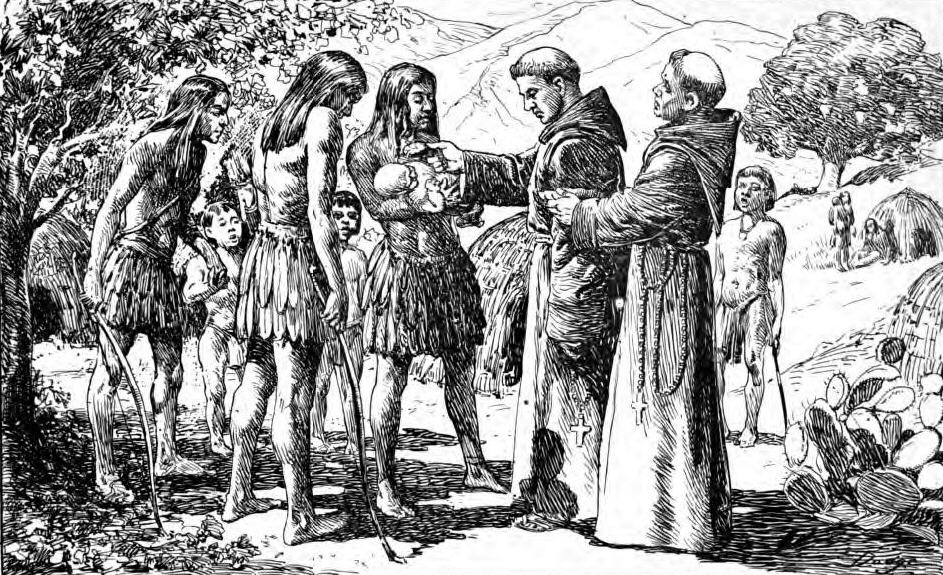
アルタ・カリフォルニアにおける初期の洗礼の様子

1769年7月14日、伝道所の建築の為、フニペロ・セラはサンディエゴへ、バハ・カリフォルニアの総督ガスパル・デ・ポルトラはモントレーに向かう。カリフォルニアにおける最初の伝道所ミッション・サンディエゴ・デ・アルカラが建築された。
1769年7月22日、モントレーへの道中、先住民族の村を通過する際に、修道士フランシスコ・ゴメスとフアン・クレスピが2人の死にかけた少女を見つけ、カリフォルニアで記録の残る限り初めての洗礼を行った 。
1771年末、ポルトラがサンフランシスコ湾を探検し、1774年から1791年にはもっと大規模なスペイン軍によって太平洋岸北西部の調査が行われた。
各伝道所の運営は教区司祭に引き継がれ、 また周辺の管轄地は整備後10年以内に住民達に分配された。これらの手法はメキシコやペルーなどの植民地における経験に基づいていた。この頃の各伝道所は自給自足が出来る状態ではなく、メキシコのカトリック教徒達から集められた寄付による援助を受けていたが、それも1810年のメキシコ独立革命によって得られなくなってしまった。1800年頃にはミッション・インディアンが労働力の中心となっていた。
1821年のメキシコ革命でメキシコが独立した後もしばらくの間ミッションはそのまま残されていたが、1833年にメキシコからスペインの影響を除くために政教分離が定められ、伝道所の所有する土地は政府が取り上げてメキシコ人に払い下げられた（ランチョ時代）。これによってミッション時代は終わりをつげた。伝道所そのものも多くはうち捨てられていったん廃墟になったが、19世紀後半から復興が進められた。

## 王の道
陸上移動の都合を考慮し、各伝道所は約48km離れた位置に建築された。これは当時の馬が一日に走ることの出来た距離であり、徒歩だと3日間を要する。最も離れた伝道所間の距離は966kmで、それぞれが王の道(en:El Camino Real (California))と呼ばれる粗末な道路で繋がれていた。
修道士達は伝統に従ってマスタードの種を道端に蒔いた為、黄色い花で彩られていたと言われる 。

## ミッションの一覧
北から南へ所在地に従った羅列。

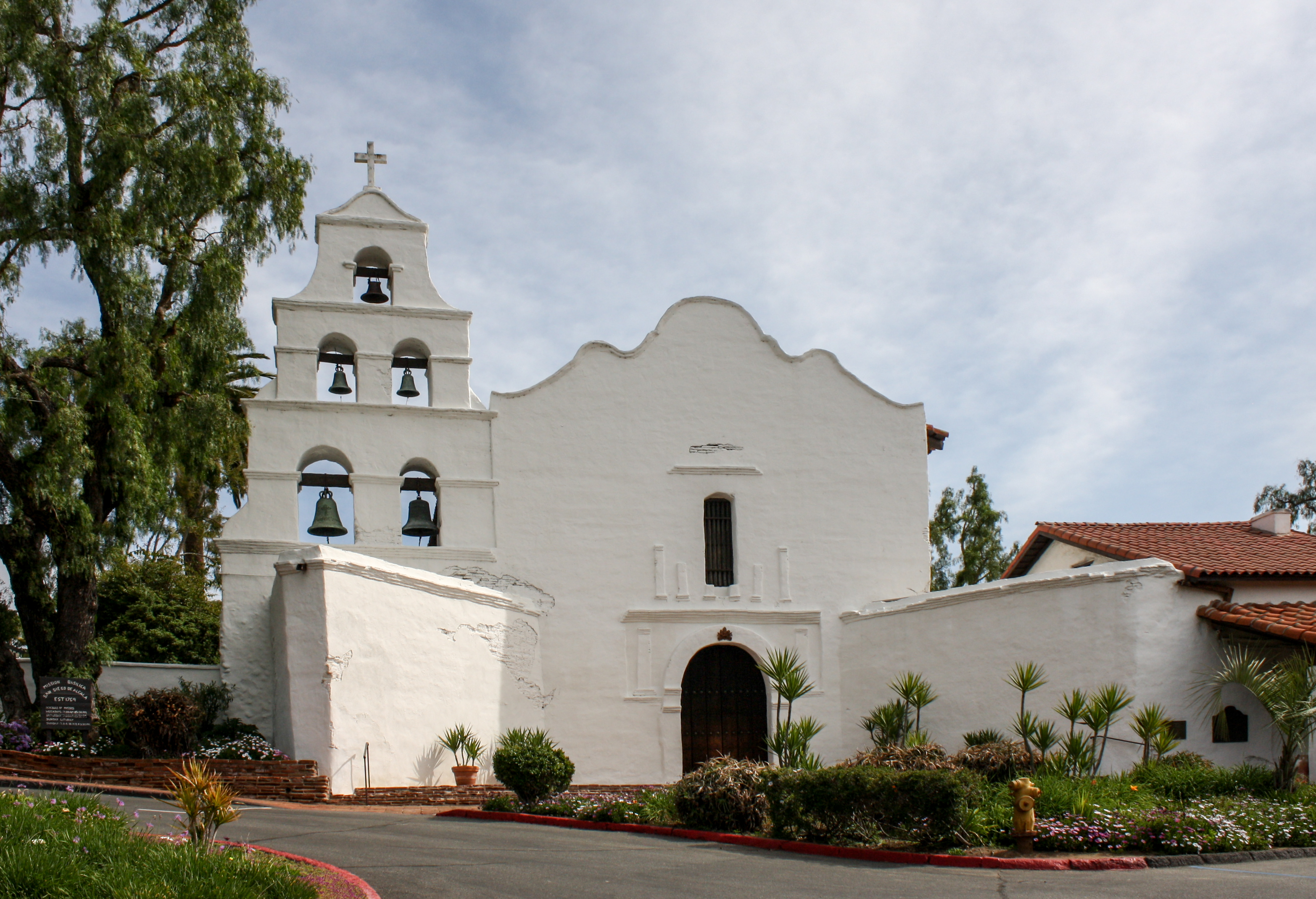
サンディエゴ伝道所

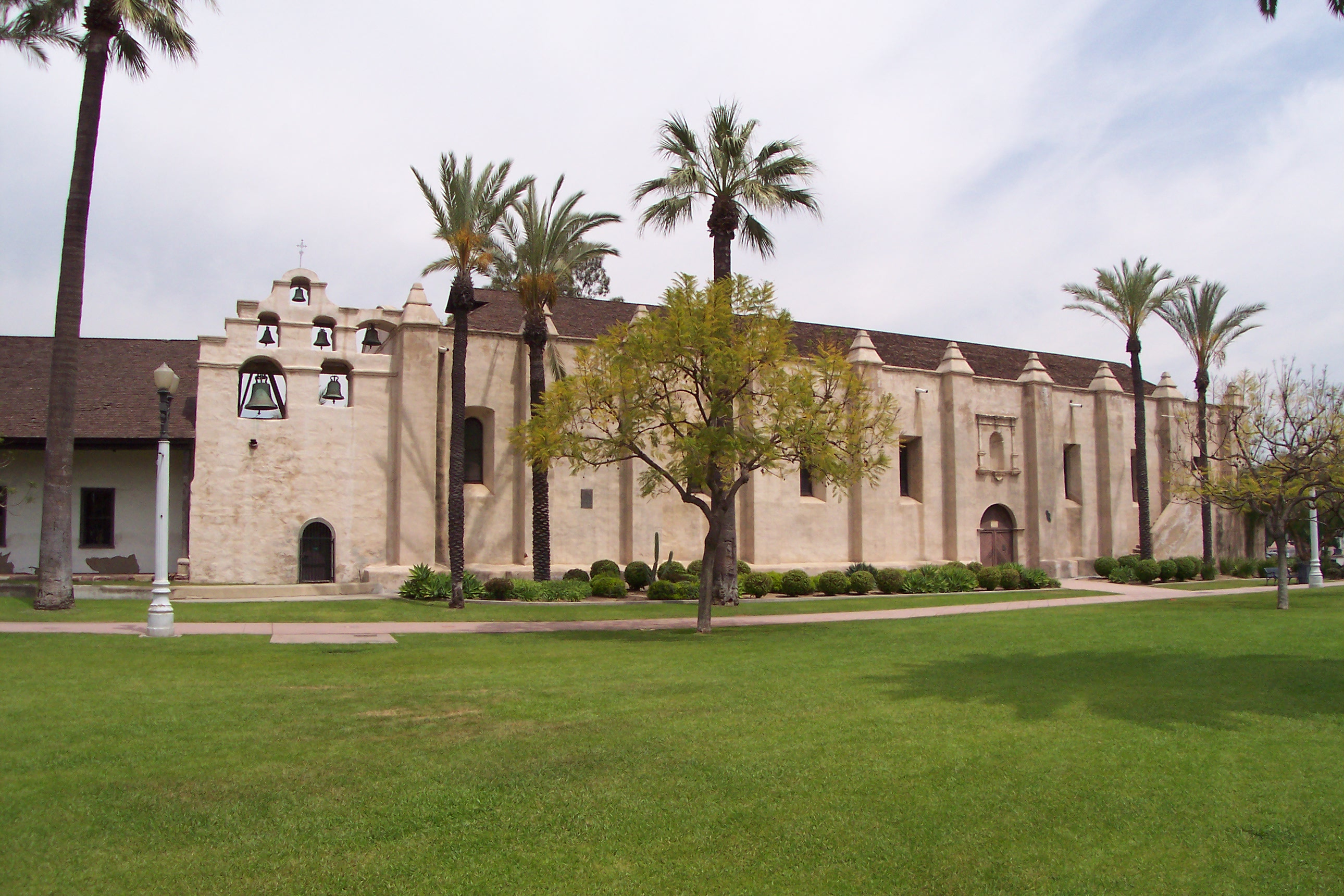
サンガブリエル伝道所

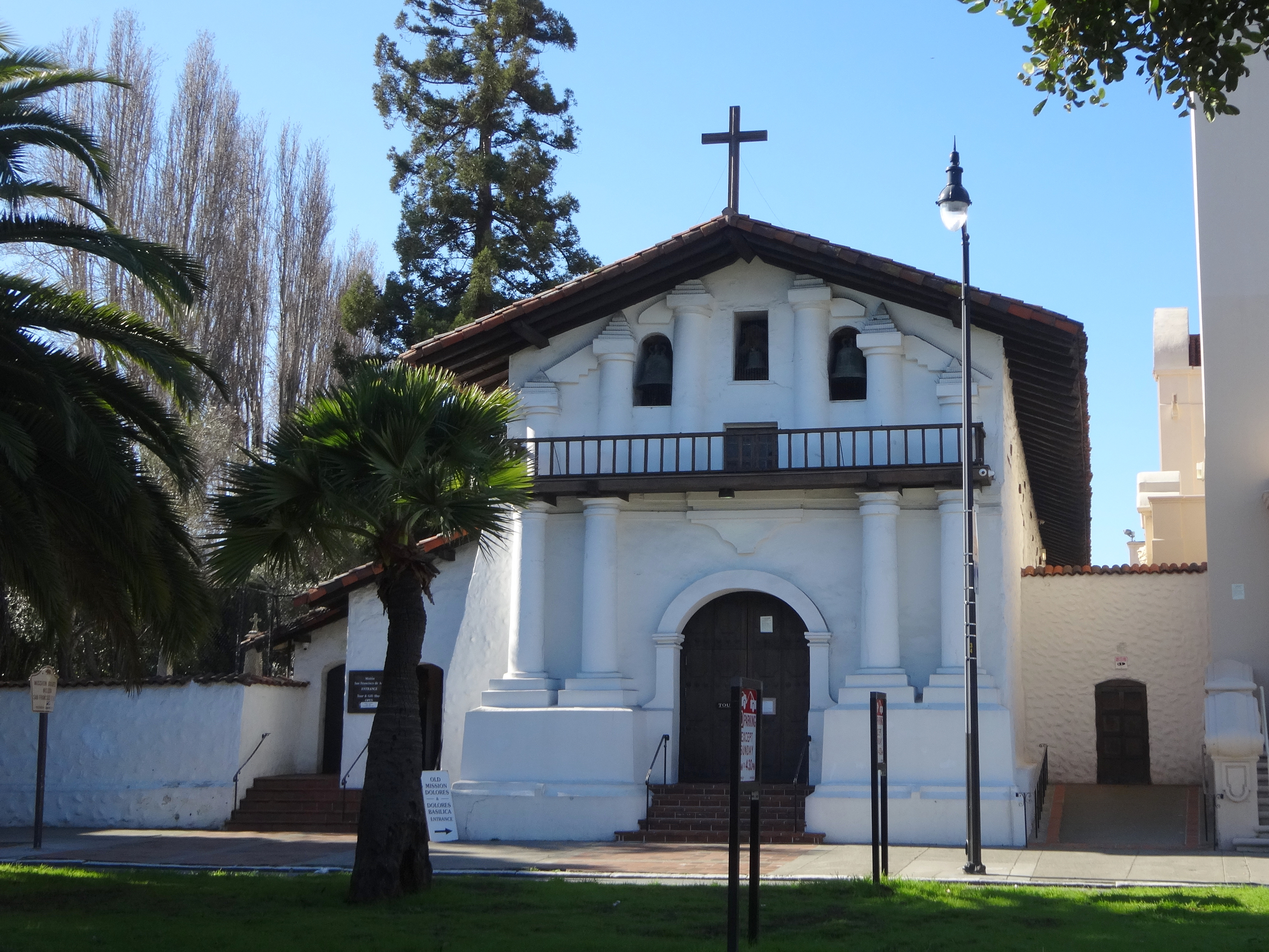
サンフランシスコ伝道所

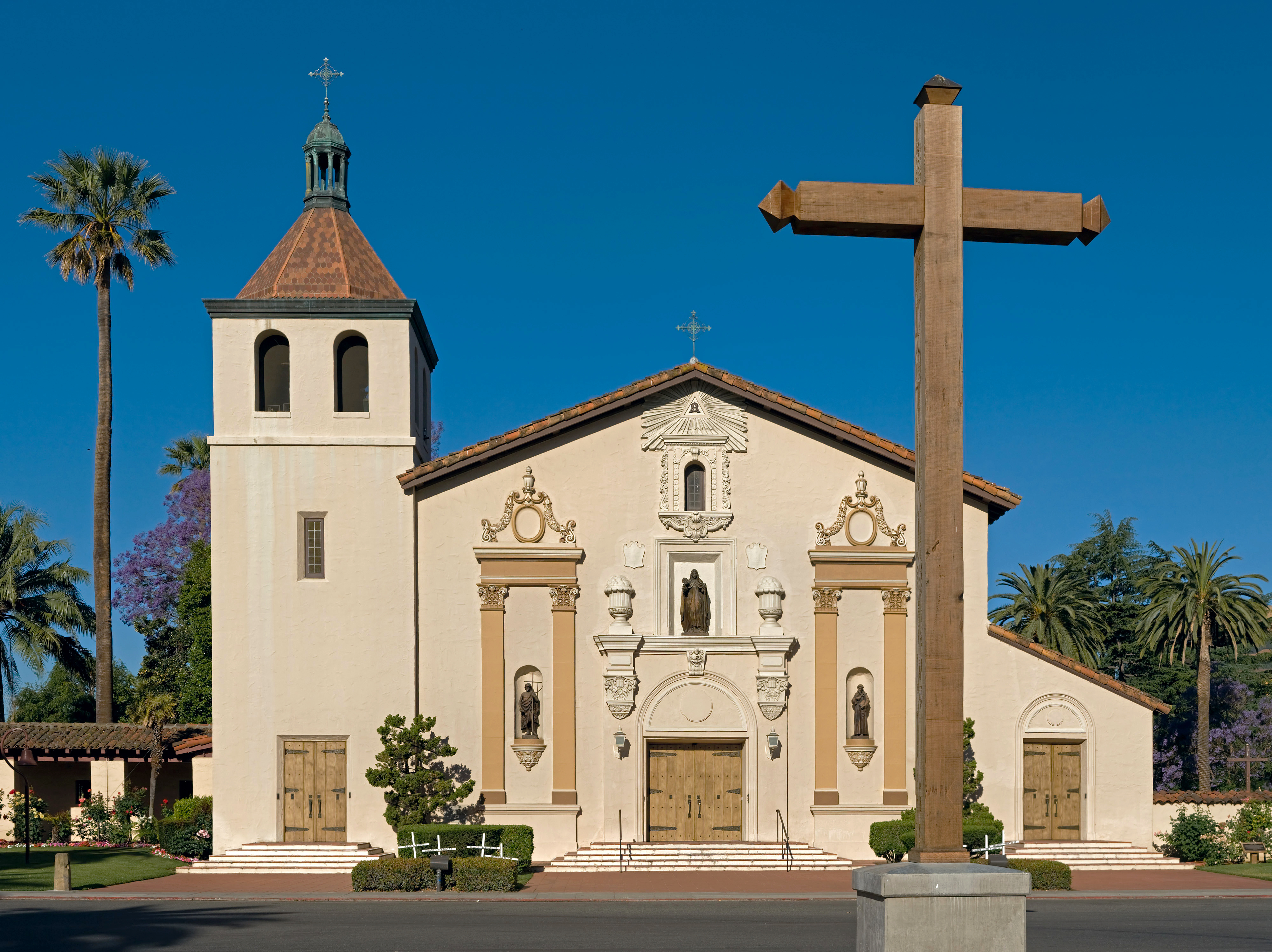
サンタクララ伝道所

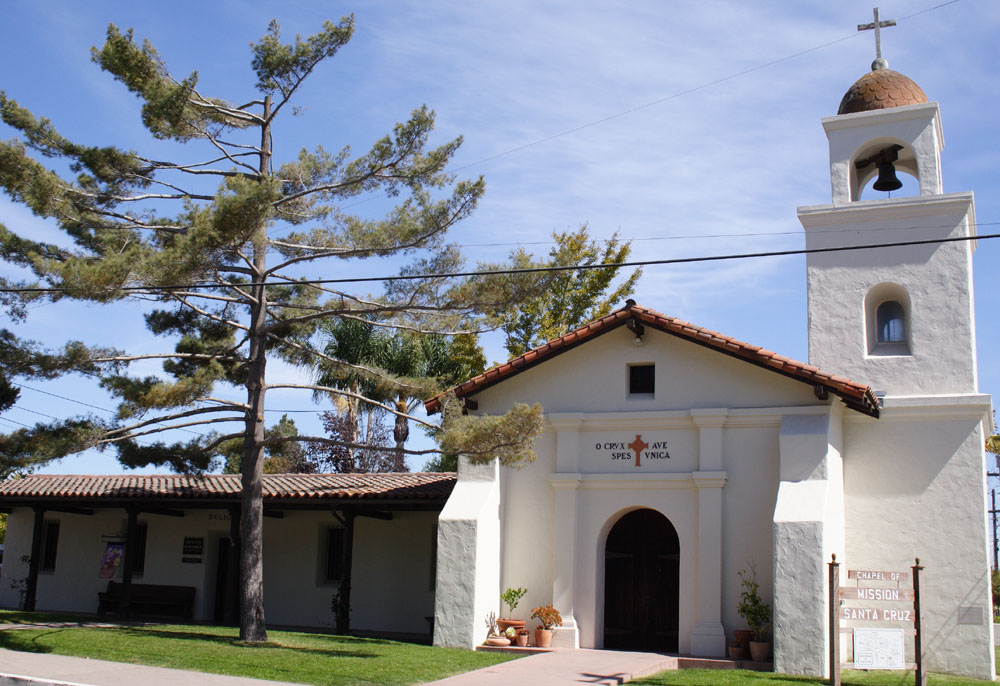
サンタクルース伝道所

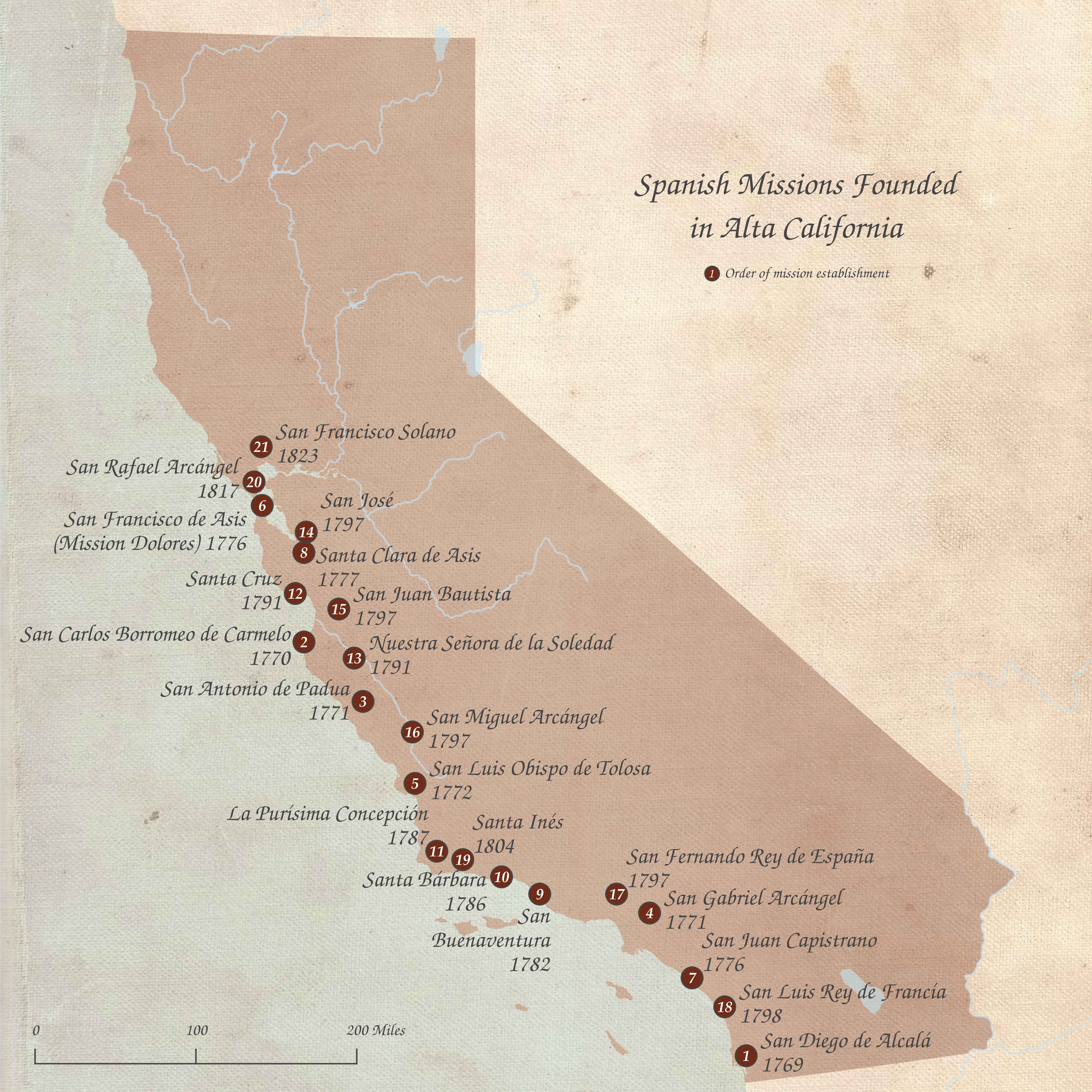
伝道所 分布図

- ミッション・サンフランシスコ・ソラーノ
- ミッション・サンラファエル・アルカンヘル
- ミッション・サンフランシスコ・デ・アシス (ミッション・ドロレス)
- ミッション・サンノゼ
- ミッション・サンタクララ・デ・アシス
- ミッション・サンタクルース
- ミッション・サンファン・バウティスタ
- ミッション・サンカルロス・ボロメオ・デ・カルメロ　(ミッション・カーメル)
- ミッション・ヌエストラ・セニョーラ・デ・ラ・ソレダッド
- ミッション・サンアントニオ・デ・パドゥア
- ミッション・サンミゲル・アルカンヘル
- ミッション・サンルイスオビスポ・デ・トロサ
- ミッション・ラ・プリシマ・コンセプシオン
- ミッション・サンタイネス
- ミッション・サンタバーバラ
- ミッション・サンブエナベントゥラ
- ミッション・サンフェルナンド・レイ・デ・エスパーニャ
- ミッション・サンガブリエル・アルカンヘル
- ミッション・サンファン・カピストラーノ
- ミッション・サンルイスレイ・デ・フランシア
- ミッション・サンディエゴ・デ・アルカラ

建築順での羅列。
- ミッション・サンディエゴ・デ・アルカラ (1769年)
- ミッション・サンカルロス・ボロメオ・デ・カルメロ (1770年)
- ミッション・サンアントニオ・デ・パドゥア (1771年)
- ミッション・サンガブリエル・アルカンヘル (1771年)
- ミッション・サンルイスオビスポ・デ・トロサ (1772年)
- ミッション・サンフランシスコ・デ・アシス (1776年)
- ミッション・サンファン・カピストラーノ (1776年)
- ミッション・サンタクララ・デ・アシス (1777年)
- ミッション・サンブエナベントゥラ (1782年)
- ミッション・サンタバーバラ (1786年)
- ミッション・ラ・プリシマ・コンセプシオン (1787年)
- ミッション・サンタクルース (1791年)
- ミッション・ヌエストラ・セニョーラ・デ・ラ・ソレダッド (1791年)
- ミッション・サンノゼ (1797年)
- ミッション・サンファン・バウティスタ (1797年)
- ミッション・サンミゲル・アルカンヘル (1797年)
- ミッション・サンフェルナンド・レイ・デ・エスパーニャ (1797年)
- ミッション・サンルイスレイ・デ・フランシア (1798年)
- ミッション・サンタイネス (1804年)
- ミッション・サンラファエル・アルカンヘル (1817年)
- ミッション・サンフランシスコ・ソラーノ (1823年)

## 本部の変遷
- ミッション・サンディエゴ・デ・アルカラ (1769-1771年)
- ミッション・サンカルロス・ボロメオ・デ・カルメロ (1771-1815年)
- ミッション・ラ・プリシマ・コンセプシオン (1815-1819年)
- ミッション・サンカルロス・ボロメオ・デ・カルメロ (1819-1824年)
- ミッション・サンノゼ (1824-1827年)
- ミッション・サンカルロス・ボロメオ・デ・カルメロ (1827-1830年)
- ミッション・サンノゼ (1830-1833年)
- ミッション・サンタバーバラ (1833-1846年)

## 脚註
1. ↑  増井志津代「多様と統一：植民地時代アメリカの宗教」The journal of American and Canadian studies 17, 89-117, 2000-03-31.
2. ↑  Bill Yenne,The Missions of California, p. 132; also, John E.Bennet,Should the California Missions Be Preserved? - Part II 1897b, p. 152: "With the ten missions first established, the occupation of Alta California may be said to have been completed...They were, however, at wide distances apart, and for the sake of mutual protection and accessibility, as well as for the better conducting of the work of spiritual subjugation of all the Indians, it was necessary that the intervening spaces be settled by additional missions. It was accordingly ordered by the Mexican viceroy, the Marquis de Branciforte, that five new missions should be established, to be placed on lines of travel as near as might be between the existing missions..."
3. ↑  Charles E.Chapman, Ph.D.,A History of California;The Spanish Period, p. 216: "It is usually stated that the Spanish court at Madrid received reports about Russian aggressions in the Pacific northwest, and sent orders to meet them by the occupation of Alta California, wherefore the expeditions of 1769 were made. This view contains only a smattering of the truth. It is evident from José de Gálvez's correspondence of 1768 that he and Carlos Francisco de Croix had discussed the advisability of an immediate expedition to Monterey, long before any word came from Spain about the Russian activities."
4. ↑  Alfred L. Kroeber,A Mission Record of the California Indians 1925, p. vi.: "In the matter of population, too, the effect of Caucasian contact cannot be wholly slighted, since all statistics date from a late period. The disintegration of native numbers and native culture have proceeded hand in hand, but in very different rations according to locality. The determination of populational strength before the arrival of whites is, on the other hand, of considerable significance toward the understanding of Indian culture, on account of the close relations which are manifest between type of culture and density of population."
5. ↑  Chapman, p. 383: "...there may have been about 133,000 native inhabitants in what is now the state as a whole, and 70,000 in or near the conquered area. The missions included only the Indians of given localities, though it is true that they were situated on the best lands and in the most populous centres. Even in the vicinity of the missions, there were some unconverted groups, however." See en:Population of Native California.
6. ↑  Bennett, p. 15: Due to the isolation of the Baja California missions, the decree for expulsion did not arrive in June of 1767, as it did in the rest of New Spain, but was delayed until the new governor, Portolà, arrived with the news on November 30. Jesuits from the operating missions gathered in Loreto, wherupon they left for exile on February 3, 1768.
7. ↑  Bennett 1897a, p. 16
8. ↑  Bill Yenne,The Missions of California, p. 10
9. ↑  Randy Leffingwell,California Missions and Presidios: The History & Beauty of the Spanish Missions, p. 25
10. ↑  James Rawls, Indians of California: The Changing Image, p. 106
11. ↑  Robinson, W.W (1948). Land in California: the story of mission land, ranches, squatters, mining claims, railroad grants, land scrip, homesteads. University of California Press. pp. 28-29
12. ↑  Edwin Markham,California the Wonderful: Her Romantic History, Her Picturesque People, Her Wild Shores..., p. 79; Felix Riesenberg,The Golden Road: The Story of California's Spanish Mission Trail, p. 260